# جزیره گنج (فیلم ۱۹۳۴)
جزیره گنج (انگلیسی: Treasure Island) فیلمی به کارگردانی ویکتور فلمینگ است که در سال ۱۹۳۴ منتشر شد. این فیلم اقتباسی از رمانی به همین نام از رابرت لویی استیونسن است.

## بازیگران
- والاس بیری
- جکی کوپر
- لیونل باریمور
- لوئیس استون
- نایجل بروس
- اوتوی کروگر
- رابرت بولدر
- جوزف مایکل کریگن
- تام ویلسون
- بروس بنت
- چارلز بنت
- دورتی پیترسون
- اولین هولند
- ادموند بریس
- جک هیل
- فرانک هاگنی